# Polyphylla modulata
Polyphylla modulata är en skalbaggsart som beskrevs av Thomas Casey 1914. Polyphylla modulata ingår i släktet Polyphylla och familjen Melolonthidae. Inga underarter finns listade i Catalogue of Life.